# Torpedo (chi cá đuối)
Torpedo là một chi cá đuối điện và là chi đơn thuộc họ Torpedinidae. Chúng di chuyển chậm ở mặt đáy và có khả năng phóng điện để bảo vệ bản thân hoặc tấn công con mồi.

## Các loài
Có 22 loài được công nhận trong chi này:
- Torpedo adenensis M. R. de Carvalho, Stehmann & Manilo, 2002 (cá đuối điện vịnh Aden)
- Torpedo alexandrinsis Mazhar, 1987
- Torpedo andersoni Bullis, 1962 (cá đuối điện Florida)
- Torpedo bauchotae Cadenat, Capapé & Desoutter, 1978
- Torpedo californica Ayres, 1855 (cá đuối điện Thái Bình Dương)
- Torpedo fairchildi F. W. Hutton, 1872 (Cá đuối điện New Zealand)
- Torpedo formosa D. L. Haas & Ebert, 2006 (Cá đuối điện Đài Loan)
- Torpedo fuscomaculata W. K. H. Peters, 1855 (Cá đuối điện đốm đen)
- Torpedo mackayana Metzelaar, 1919
- Torpedo macneilli (Whitley, 1932) (Cá đuối điện đuôi ngắn)
- Torpedo marmorata A. Risso, 1810
- Torpedo microdiscus Parin & Kotlyar, 1985
- Torpedo nobiliana Bonaparte, 1835
- Torpedo panthera Olfers, 1831
- Torpedo peruana Chirichigno F., 1963
- Torpedo puelcha Lahille, 1926 (Cá đuối điện Argentina)
- Torpedo semipelagica Parin & Kotlyar, 1985
- Torpedo sinuspersici Olfers, 1831
- Torpedo suessii Steindachner, 1898
- Torpedo tokionis (S. Tanaka (I), 1908)
- Torpedo torpedo (Linnaeus, 1758) (Cá đuối điện thông thường)
- Torpedo tremens F. de Buen, 1959 (cá đuối điện Chile)

Loài hóa thạch, Torpedo acarinata Adnet, 2006 và Torpedo pessanti Adnet, 2006, được biết đến từ Eocene ở tây nam Pháp.